# Pardirallus sanguinolentus
Pardirallus sanguinolentus е вид птица от семейство Rallidae.

## Разпространение
Видът е разпространен в Аржентина, Боливия, Бразилия, Еквадор, Парагвай, Перу, Уругвай, Фолкландски острови, Чили и Южна Джорджия и Южни Сандвичеви острови.